# Divisão N.º 3 (Manitoba)
A Divisão N.º 3 é uma das vinte e três divisões do censo da província de Manitoba no Canadá. Faz parte da Região do Vale Pembina no centro-sul de Manitoba. O maior centro urbano e serviços da região é a cidade de Winkler. Outras importantes cidades são Morden, Altona e Carman.
A maior indústria do Vale Pembina está relacionada com a agricultura.